# Teinturerie Auvray
La teinturerie Auvray est une ancienne usine de teinturerie située à Rouen, en France.

## Localisation
La teinturerie Auvray est située dans le département français de la Seine-Maritime, sur la commune de Rouen, aux 3 rue du Tour et 247-251 route de Darnétal, en bordure du Robec.

## Historique
Les bâtiments ont été construits entre 1784 et 1787 par Jean-Baptiste Auvray, maître-teinturier qui l'a exploité jusqu'en 1825. La teinturerie située au bord de la rivière du Robec était divisée en trois niveaux avec des salles de lavage, mordançage, teinture et séchage. Au cours des XIXe et XXe siècles, le bâtiment a servi d'établissement d'enseignement, de logements résidentiels et de restaurant. Maintes fois vandalisé, l'édifice au cours des années s'est dégradé de manière conséquente. La grande maison de maître toute en briques rouges (voir photo) située sur la route de Darnétal possède cinq niveaux.
Le bâtiment d'exploitation et la maison de maître sont inscrits au titre des monuments historiques en 2001.
Longtemps inoccupée, la teinturerie a fait l'objet depuis 2006 d'un important projet immobilier et foncier de réhabilitation financé par la commune et le département pour y implanter une nouvelle auberge de jeunesse. De nouveaux bâtiments contigus ont vu le jour. Elle a été inaugurée en avril 2009 par le maire Valérie Fourneyron et Laurent Fabius entre autres personnalités. Dans cette perspective juste devant l'édifice, une nouvelle station du TEOR a été créée pour la desservir baptisée Auberge de jeunesse et dotée d'un parc de location de vélos Cy'clic. Avant 2006, la maison de maître abritait dans une cave une discothèque l'Euro-club aujourd'hui disparue.

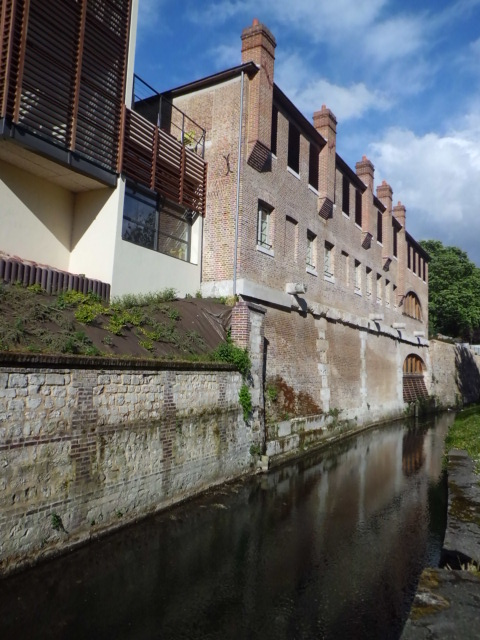
Le Robec et l'ancienne teinturerie.

## L'Auberge de jeunesse
L'auberge de jeunesse dispose de 88 lits répartis dans 25 chambres.